# Dénaturation de l'ADN
La dénaturation de l'ADN, ou fonte de l'ADN, est un processus qui conduit à transformer un double brin d'ADN en deux simples brins, en rompant les liaisons hydrogène entre les bases nucléiques des deux chaînes complémentaires de l'ADN.
Cette dénaturation peut être réalisée in vitro en soumettant l'ADN à tout agent chimique ou physique capable de déstabiliser les liaisons hydrogène, comme le pH, la température, certains solvants, des concentrations ioniques élevées, des agents alcalins,...
Contrairement à la dénaturation des protéines, celle de l'ADN est parfaitement réversible, lors d'un retour suffisamment lent aux conditions initiales : les bases se réapparient naturellement. C'est la renaturation, ré-association des deux brins de l'ADN qui se recombinent en une seule molécule bicaténaire.
La dénaturation peut être facilement suivie par spectroscopie d'absorption UV à 260 nm grâce à l'existence d'un effet hyperchrome. Le coefficient d'extinction molaire ε de la molécule est augmenté d'un facteur environ 1,4 au cours de la transition double brin → simple brin. Ceci est dû au changement d'environnement des bases de l'ADN qui passent d'un état empilé dans le duplex à un état désordonné, exposé au solvant aqueux dans le simple brin.

## Paramètres influençant la dénaturation
La stabilité du duplexe formé par deux chaînes d'ADN associées en double hélice est due à la somme de quatre effets antagonistes :
- La répulsion électrostatique directement liée à la présence de charges négatives tout le long de chaque molécule (phosphate), qui est déstabilisante pour la double hélice d'ADN ;
- Les interactions résultant des liaisons hydrogène (interactions dipole-dipole) entre les bases de chaque paire, qui stabilisent l'ADN natif ;
- Les interactions d'empilement entre les bases (forces de van der Waals) ;
- Les interactions avec le solvant aqueux et les ions présents dans la solution (effet hydrophobe) qui favorisent le masquage des faces hydrophobes de bases.

Le pH, la force ionique (contribution des ions), l'activité de l'eau (Aw) peuvent moduler la force de répulsion.
Le coefficient de Chargaff (%GC), la longueur de la molécule, la présence d'agents dénaturants tels que l'urée, le formamide, influent sur la force de stabilisation des liaisons hydrogène.
La mesure de la température de fusion Tm (de l'anglais temperature of melting) est un bon moyen de résumer l'influence des divers paramètres cités sur la stabilité de l'ADN :
| Si le paramètre (ci-dessous) augmente      | il augmente :                                  | il stabilise l'ADN et augmente la Tm ? |
| ------------------------------------------ | ---------------------------------------------- | -------------------------------------- |
| le coeff de Chargaff %GC                   | le nombre de liaisons hydrogène                | oui                                    |
| le pH qui ionise les phosphates            | la force de répulsion électrostatique          | non → dénaturant                       |
| la concentration en cation, force ionique  | neutralise les charges                         | oui → effet stabilisant                |
| la concentration en urée, formamide        | compétiteur des liaisons hydrogène entre bases | non → dénaturant                       |
| la concentration en ADN, Activité de l'eau | affecte la constante diélectrique              | oui → effet stabilisant                |
| la longueur de la molécule d'ADN           | le nombre de zones riches en GC                | oui → effet stabilisant                |

## Dénaturation par hausse de la température
La température à laquelle la moitié des molécules d'ADN est dénaturée est appelée température de fusion moléculaire. On peut suivre ce processus de dénaturation de manière spectroscopique et mesurer la température de fusion, grâce à l'effet hyperchrome. Celui-ci correspond à une augmentation de l'absorption dans l'UV lors du passage duplex → simple brin.
Lorsque la température retombe, les chaînes complémentaires se réassocient deux par deux avec réapparition des liaisons H. La composition nucléotidique de la chaine a un effet sur la température de fusion : des chaînes contenant beaucoup de bases C et G (impliquant 3 liaisons H entre les nucléotides en vis-à-vis sur les deux brins) seront plus difficiles à dénaturer que des chaines contenant plus de bases A et T (2 liaisons).
La dénaturation de l'ADN peut se faire avec un thermocycleur.